# Queimados
Queimados, oficialmente Município de Queimados, es una ciudad ubicada en el estado brasileño de Río de Janeiro. En 2010 tenía una población de alrededor de 138.000 habitantes. Al 1 de julio de 2016, la población se estima en 144.525 personas.